# Pêche à la senne
Pour les articles homonymes, voir Senne et Pêche.

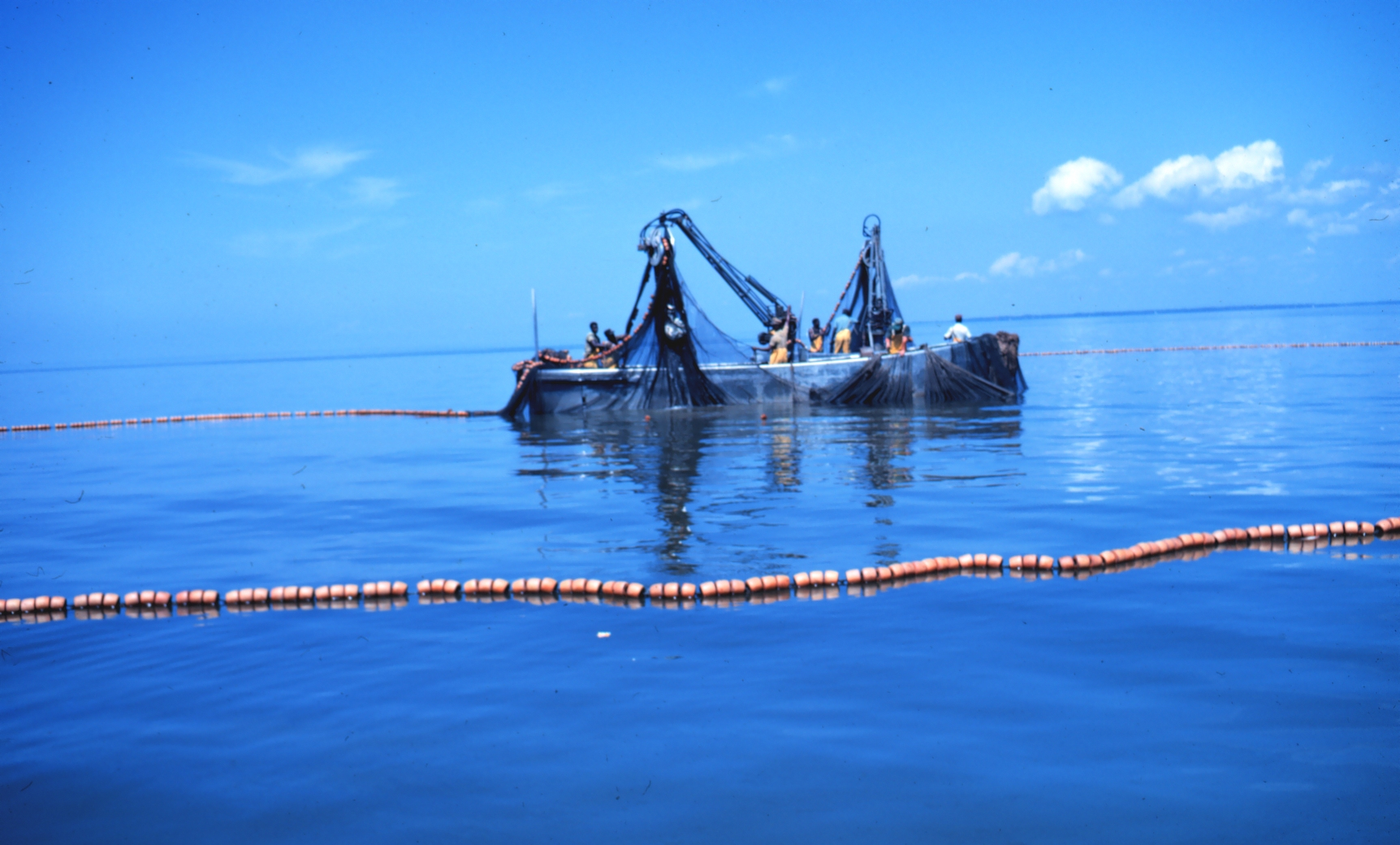
Bateau de pêche à la senne encerclant un banc de menhadens.

La pêche à la senne (ou seine) est une technique de pêche très ancienne qui consiste à capturer les poissons à la surface en pleine eau en les encerclant à l'aide d'un filet de pêche appelé senne (ou seine). Celle-ci est montée sur deux ralingues, l'une garnie de flotteurs et l'autre d'un lest, puis manœuvrée par deux filins fixés aux extrémités servant au halage et au rabattage des poissons. Les Égyptiens utilisaient des sennes plus de 2 500 ans av. J.-C. On distingue la senne tournante coulissante et la senne tournante non coulissante.
Les senneurs capturent de nombreuses espèces de poissons (maquereau, thon, sardine, anchois, capelan...), et souvent en grande quantité.
La senne « démersale » ou « danoise » est une version industrielle de ce type de pêche, qui s'apparente plus au chalutage de fond. Elle suscite beaucoup d'inquiétude entre autres pour les pêcheurs de la Manche du fait de la quasi-destruction des milieux à chaque opération.

## Utilisation traditionnelle
La senne tournante non coulissante est un filet constitué d'une poche centrale en forme de cuillère et de deux extrémités en forme d'ailes. Les deux ailes permettent de rabattre les poissons dans la poche centrale et de remonter le filet à bord.
Aujourd'hui les pêcheurs professionnels utilisent des sennes coulissantes dont la ralingue plombée se referme grâce à une coulisse passant dans des anneaux. Dans le pays basque et le pays Bigouden, la senne est appelée bolinche. Elle permet de pêcher la sardine en conservant la qualité du poisson, c’est-à-dire qu'il a encore toutes ses écailles. Le filet est remonté de façon mécanique sur un bateau de petite taille et sur lequel peuvent travailler quinze personnes au tri et à la mise en caissette des sardines. La capture se déroule de jour à l'aide d'un appât à base d'œufs de morue appelé rogue. En Bretagne, la senne est utilisée de nuit pour capturer des sardines ou des anchois. Le poisson est pêché à la faveur de l'obscurité. Depuis l'interdiction de pêcher l'anchois dans le golfe de Gascogne en 2005, la flottille de bolincheurs est en difficulté; si certains se sont naturellement orientés vers la sardine (à la Turballe par exemple) d'autres ciblent désormais les poissons nobles (dorades, etc.) ou le chinchard au lamparo (à Ciboure-St Jean de Luz notamment).
En Méditerranée, la senne est utilisée lors de la pêche au lamparo. Cette technique de nuit consiste à attirer en surface un banc de sardines à l'aide d'une forte lampe. Une seconde barque est mise à l'eau et détient le bout de la senne. Le bateau principal encercle alors la barque et le banc de poissons pour refermer le filet. Il suffit alors de remonter le filet avec ses prises et de retirer les poissons avec une grande épuisette appelée salabre ou encore salabarde. Cette pêche est dite traditionnelle et est concurrencée par la pêche au chalut pélagique. La pratique du lamparo est désormais confinée, pour la Méditerranée française, à l'ouest du golfe du Lion (Port-Vendres, Saint Cyprien, Port La Nouvelle). Dans les autres ports, la flottille de grands lamparo qui employaient une dizaine d'hommes par bateau a disparu avec le développement du chalut pélagique dans les années 1980. La technique de la senne subsiste en Languedoc sous le nom de "latchare" parfois appelé injustement « lamparo ». Elle est incluse dans les « petits métiers », puisqu'on ne compte en général que deux personnes à bord. Il s'agit de bateaux de petite taille (10 m) qui détectent le poisson au sondeur pour pouvoir l'encercler. Les espèces ainsi capturées sont toutes celles du littoral méditerranéen. Cette pêche se pratiquant en général sur le sable, le filet peut toucher le fond et capturer les espèces démersales comme la dorade, le loup, le marbré, le pageot en gardant le poisson vivant, donc d'excellente qualité.
La senne est aussi pratiquée depuis la plage; la technique est artisanale. Un filet est mouillé face à la plage et rabattu avec le poisson sur la grève. Cette pêche se déroule le plus souvent en groupe. Cette technique, ancienne en Mauritanie, Sénégal etc, est à nouveau utilisée par des professionnels sur certaines plages de Méditerranée. Le filet est jeté depuis une barque avant d'être tiré depuis sur la plage initialement à la main (comme un tire à la corde) puis par un treuil de véhicule (4x4, tracteurs ou autres). Historiquement c'est l'une des premières techniques de pêche en mer en Languedoc. Le filet était alors tiré par des bêtes ou par une équipe (còla) d'hommes.

## Évolutions récentes
La senne tournante et coulissante serait une invention américaine du début du XIXe siècle. Elle serait inspirée d'une technique basque de coulisse utilisée dans les trainières basques du XVIIIe siècle. C'est au cours du XXe siècle qu'est apparue l'utilisation de lumière pour le lamparo, en France, elle aurait été introduite dans les années 1960 par les rapatriés d'Algérie.

Ce coulissage représente une avancée importante en matière d'efficacité. La coulisse de la partie inférieure du filet permet de le fermer par le fond et de retenir la totalité des poissons.
L'utilisation du nylon à la place du coton, la motorisation du levage du filet et les technologies de détection (sondeur, sonar...) ont permis de gagner en efficacité.
Il faut par ailleurs distinguer l'évolution qu'ont connue les senneurs moyens (15 - 25 m), appelés bolincheurs sur l'Atlantique et lamparo en Méditerranée, et des "senneurs océaniques" qui pratiquent la pêche au thon. En effet, les premiers, qui ciblaient la sardine et l'anchois, ont été rendus très vulnérables par l'invention des chaluts pélagiques, qui pêchent ces poissons en faisant plus de quantité et moins de qualité (le poisson est écrasé dans la poche du chalut, la sardine perd ses écailles par exemple), au point qu'ils ont disparu de certains ports où la flottille était importante (Sète, Agde...). La pêche au thon a beaucoup évolué. Elle se déroule sur des thoniers-senneurs, puissants navires dont certains mesurent plus d'une centaine de mètres, où le poisson est congelé à bord (senneur océanique), et qui hébergent à leur bord deux autres bateaux annexes (les skiffs) . La senne utilisée peut couvrir plusieurs dizaines d'hectares (de grands thoniers ont une senne de 260 m de chute et 1 600 m de longueur). Les captures de prises accessoires sont relativement limitées par rapport à celles d'autres engins de pêche comme le chalut et concernent surtout des prédateurs pélagiques comme les porte-épées, coryphènes, barracuda, thazard, plus rarement des mammifères marins qui suivent les bancs de thons.

Les thoniers de Méditerranée sont plus petits (25 à 50 m) et transvasent le poisson vivant du filet à des cages où il est ensuite engraissé.

## Lacunes de la technique
Cependant lorsque sont constitués des bancs autour de radeaux artificiels appelés dispositifs à concentration de poissons (DCP) on relève l'augmentation des prises accessoires de marsouins, dauphins, requins, très rarement des tortues, thons juvéniles, et autres espèces protégées ou sensibles.
Dans l’océan Indien, où des milliers de DCP sont mis à l'eau, des ONG comme Oceanika enlèvent les DCP abandonnés dérivants ou coincés dans les coraux.

## La senne danoise

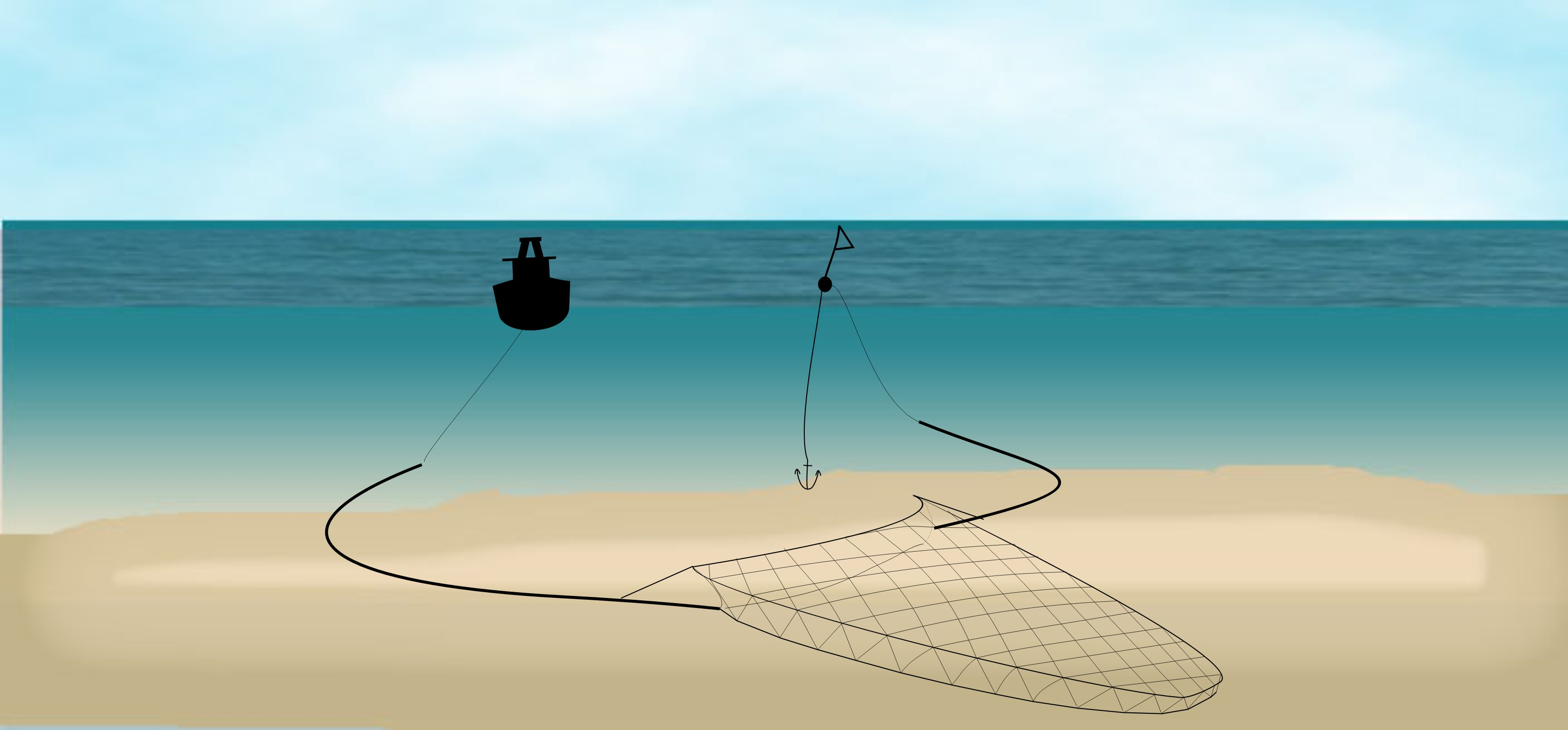
Schéma de fonctionnement d'une senne démersale à la danoise (le dispositif mesure en réalité plusieurs kilomètres).

La Senne danoise aussi nommée Senne de fond, Senne écossaise ou Senne démersale est un engin de pêche de fond plus apparenté au chalut de fond : il s'agit d'une version industrielle et massifiée de la pêche à la senne.
Elle vise aussi bien les espèces benthiques, posées sur le fond, telles que les poissons plats (soles, limandes, plies, turbot) que les espèces démersales, vivant à proximité du fond (langoustines par exemple). Ce mode de pêche vise notamment des espèces qui ne sont soumises ni à des quotas ni à des tailles minimales de capture, comme l’encornet, la seiche, le rouget-barbet ou le grondin.
La senne, dont l'extrémité inférieure est posée sur le fond selon un triangle, est tournante et remorquée, manœuvrée à partir d'un bateau au moyen de deux cordes de sennage. Une fois les cordes mises en place, le bateau tracte le dispositif à faible vitesse, pour resserrer les cordes entre elles. Ces cordages en mouvement effraient le poisson et le rabattent vers l'ouverture de la senne. La grande longueur des cordages (exemple : 2 km dans la zone des 4 milles nautiques en Suède) permet d'encercler une zone de 3 km2.
Permettant une pêche efficace et peu sélective, cette technique est décriée par les pêcheurs côtiers en raison de ses effets destructeurs sur la vie marine. Elle est au contraire soutenue par les pêcheurs industriels pouvant changer facilement de zone de pêche lorsque l'une d'elles est épuisée (car l'habitat est souvent détruit dans l'opération). En France, elle est interdite dans la majorité des zones littorales, à l'exception des Hauts-de-France et de la Normandie, où les pêcheurs locaux, après avoir adopté la technique et constaté ses effets, en demandent l'interdiction en 2022, aussi bien pour eux-mêmes que pour les pêcheurs industriels belges et néerlandais. Ainsi, 98 % des pêcheurs français sondés ont assuré être « favorables à l’interdiction de la senne démersale dans les 12 milles pour tous les pavillons ».
Selon le professeur Kaiser, spécialiste en conservation des milieux marins de l'université Heriot-Watt d'Edinburg, la senne danoise permet de récolter 4 à  11 fois plus de poisson qu'avec d'autres techniques, ce qui permet à un bateau de pêche d'en remplacer beaucoup d'autres.
Cette technique est essentiellement l'apanage de la pêche industrielle néerlandaise : l'association Bloom a identifié 19 senneurs actifs dans la Manche battant pavillon français, 20 néerlandais, 10 britanniques, 4 belges et 1 allemand. Mais sur cette flotte de 54 navires, 40 appartiennent à des armateurs des Pays-Bas. « Ils mesurent 28 mètres en moyenne, mais peuvent atteindre 35 mètres, et sont deux à trois fois plus puissants que nos bateaux », décrit Mathieu Vimard, directeur adjoint de l’Organisation des pêcheurs normands. Ces navires sont connus pour pratiquer une pêche d'épuisement : ils naviguent loin de leur port d'attache, vers des zones de pêche fragiles, qu'ils rasent intégralement avant de repartir, laissant derrière eux un habitat totalement détruit et donc des stocks de poisson durablement anéantis et incapables de se reconstituer.
Après un vote en mai 2022 demandant l'interdiction de ce type de pêche en Manche, et malgré l'opposition de la plupart des pêcheurs côtiers, la négociation tri partite sur le renouvellement des autorisations de pêches dans les eaux communautaires a abouti à un maintien de ce type de pêche.